# 学校法人晃陽学園
学校法人晃陽学園（がっこうほうじんこうようがくえん）とは、茨城県古河市東に法人本部をおく学校法人。

## 設置校
- 晃陽看護栄養専門学校
- つくば栄養医療調理製菓専門学校
- 晃陽学園高等学校

## 姉妹校
- 学校法人盈科学園
  - 日本危機管理専門学校
  - EIKA美容専門学校